# Wattalapan
Wattalapan (também grafado "watalappan") é um pudim feito com leite de coco, ovos, jagra e alguns condimentos. Aparentemente introduzido no Sri Lanka por malaios, tornou-se uma das sobremesas mais populares deste país. Prepara-se batendo ovos inteiros a que se junta jagra, noz moscada, cardamomo e castanha de caju; depois de bem misturado, deita-se numa forma de pudim e põe-se a cozer ao vapor durante cerca de 30 minutos. Serve-se frio. 